# Bertrand Russell
Bertrand Arthur William Russell ([ˌbɜːtrənd ˈrʌsl]; 18. května 1872, Trelleck, Monmouthshire, Wales – 2. února 1970, Penrhyndeudraeth, Gwynedd (Merionethshire), Wales), třetí hrabě Russell, byl britský matematik, filosof, logik, sociální kritik a spisovatel, nositel Nobelovy ceny za literaturu za rok 1950. V matematice je znám svým paradoxem v naivní teorii množin.

## Život

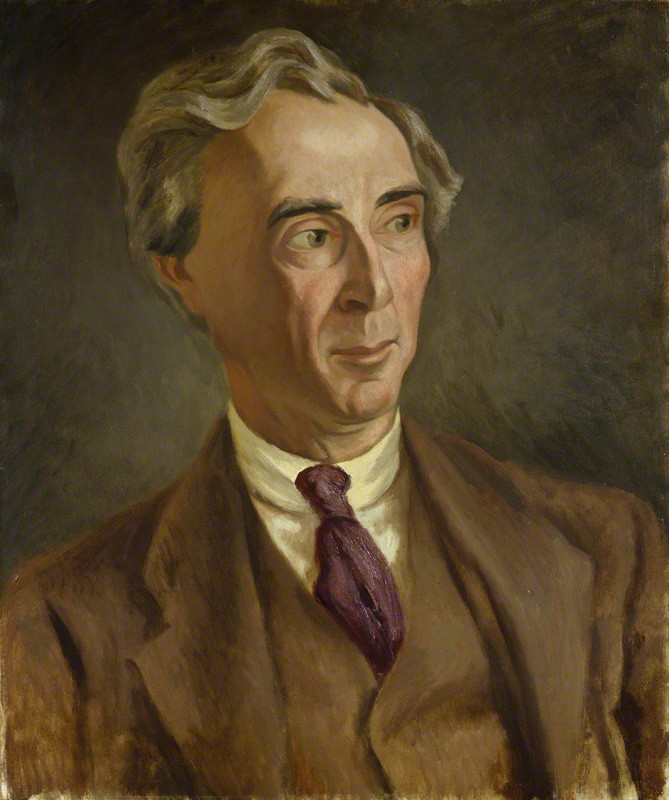
Roger Fry: Bertrand Russell v roce 1923

Bertrand Arthur William Russell se narodil roku 1872. Pocházel z aristokratického prostředí s významnými politickými vazbami (jeho děd John Russell, 1. hrabě Russell, byl dvakrát britským premiérem v letech 1846–1852 a 1865–1866) a po smrti svého staršího bratra se v roce 1931 stal 3. hrabětem Russellem.
Ve věku tří let osiřel a byl vychováván právě svým dědečkem. Brzy prokázal své schopnosti pro matematiku a vyvinul se v něm zájem o filosofii. Po absolvování Cambridgeské univerzity roku 1894 (studoval zde matematiku a etiku) pracoval Russel krátce na britské ambasádě v Paříži a roku 1895 se vrátil na Cambridgeskou univerzitu a působil zde na Trinity College jako odborný asistent.
Proti přání své rodiny se Russell roku 1894 oženil s americkou kvakerkou Alys Persall Smithovou a odešel s ní do Berlína, kde studoval ekonomii; zde také roku 1896 napsal dílo Německá sociální demokracie, první ze svých více než devadesáti knih. O rok později vyšla Russellova dizertační práce Esej o základech geometrie.

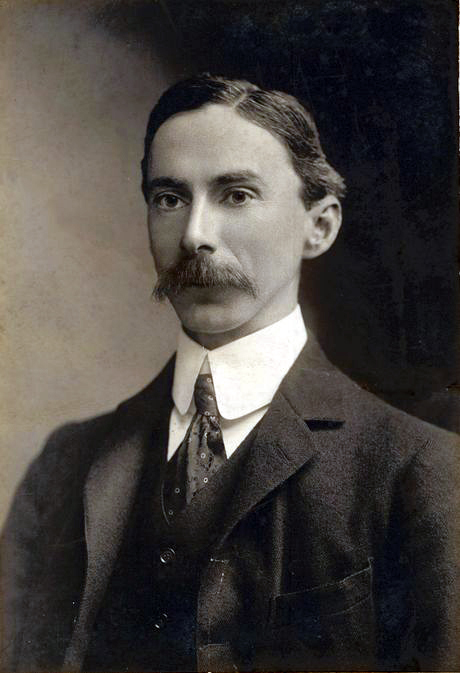
Bertrand Russell v roce 1907

Jako mladý muž se Russell přikláněl k platónismu, ale další jeho filosofický vývoj ho však řadí spíše do novopozitivistické školy.
Russel vycházel z názoru, že empirickou zkušeností lze bezprostředně poznávat ideje či univerzálie. Jediný skutečně účinný nástroj poznávání viděl proto Russell v přírodních vědách. Ty by měly být podle něho vzorem filosofie a nikoliv morálka nebo náboženství. Filosofie by měla pracovat jen v těch oblastech, jež dosud nejsou zpřístupněny exaktnímu přírodovědeckému bádání, ale i zde může pouze na problémy poukazovat, a nikoli je řešit. Při svých úvahách o problematice smyslu a pravdivosti pak Russel svůj empirismus dále rozvíjel v závislosti na své koncepci logického atomismu.
Svým odborným dílem se Russell zasloužil o rozvoj matematické logiky; přispěly k tomu především jeho práce Principy matematiky z roku 1903 a třídílná Principia Mathematica (1910–1913), kterou napsal společně se svým učitelem z Cambridge Alfredem North Whiteheadem. Exaktní myšlenkové postupy aplikoval také v humanitních vědách a inspiroval americkou behavioristickou psychologii.
V průběhu 1. světové války dospěl Russell k nezvratnému pacifismu, jehož prosazování jej přivedlo k občanské neposlušnosti a nakrátko i do vězení. Působil rovněž jako svobodomyslný pedagog a v letech 1927–1932 vedl experimentální školu v Sussexu. Po 2. světové válce byl činný v kampani za jaderné odzbrojení a byl ctěn jako duchovní otec nové vlny pacifismu v 60. letech 20. století.
Svým obsáhlým dílem, zaměřeným na logiku, matematiku, filosofii, ekonomii, sociologii, psychologii, náboženství, etiku a politiku patří Russell k nejvýznamnějším myslitelům 20. století. Russelovo řešení logických paradoxů pomocí jednoduché a rozvětvené teorie logických typů, jeho teorie logických funkcí, pojetí definic abstrakcí, zvláště v souvislosti s definicí přirozených čísel, logická analýza relací a celá řada dalších koncepcí tvoří pevný základ soudobé formální logiky. Jeho teorie popisů, spjatá s výkladem určitého i neurčitého členu, analýza vlastních jmen, smyslu a významu, rozlišení tzv. úplných a neúplných symbolů ovlivnily výzkumy v oblasti sémantiky přirozených i umělých jazyků.
Kromě exaktních věd se Russell věnoval také sociálním a etickým otázkám, dějinám filosofie a mravním aspektům politiky. Roku 1950 mu byla udělena Nobelova cena za literaturu jako uznání za jeho mnohostranné a významné dílo, v němž vystupuje jako zastánce humanity a svobody myšlení (citace z odůvodnění Švédské akademie). Stal se tak po Theodoru Mommsenovi, Rudolfu Euckenovi a Henri Bergsonovi čtvrtým nositelem této ceny, který nebyl spisovatelem krásné literatury, ale jiných spisů, které svou formou a pojetím mají literární hodnotu (jak to stojí v příslušných stanovách k Nobelově ceně).
Bertrand Arthur Wiliam Russell zemřel roku 1970.

## Russellův logický atomismus
Podle Russella skutečno jsou jednotlivá smyslová data (sense-data [sens ˈdeɪtə, ˈdɑːtə, Amer ˈdætə]), jež spolu navzájem souvisejí logicky. Mezi věcmi existují vnitřní vztahy – pokud chceme popsat svět, musíme nejen vyjmenovat věci, ale také popsat právě tyto vztahy a jejich vlastnosti. Když je dáme dohromady, vznikne atomický fakt.
Neexistuje ani hmota, ani duch, dokonce ani já, nýbrž pouze smyslová data (vliv pozitivismu).
Přírodní věda, která jediná je pravým zdrojem poznávání a našeho vědění o světě, poznává smyslová data a jinak nic. Nedává prostor žádné víře v nesmrtelnost či boha(y). Náboženství je podle Russella postradatelné, ne-li dokonce zlem; je typické pro nevyspělého člověka. Existuje hierarchie hodnot, jež nutně přesahuje i přírodu, ale opravdová morálka se neopírá o pověrečné představy. Postačujícím lidským údělem je život vedený láskou a orientovaný věděním. Logický atomismus tedy zakládá na tom, že poznáváme jen smyslová data. Ta naše vědomí reflektuje ve formě jazykových vyjádření. Vhodným jazykem k tomu je symbolická logika.

## Pohledy na manželství a pohlavní styk
Russel však svou pozornost nevěnoval jen abstraktním vědám a je také znám pro svůj přínos ke filozofii sexu. Ve svém díle Manželství a mravnost prosazoval volnou lásku a požadoval odmítnutí morálkou vnucované monogamie. Tato kniha byla vyznamenána Nobelovou cenou za literaturu.

## Dílo

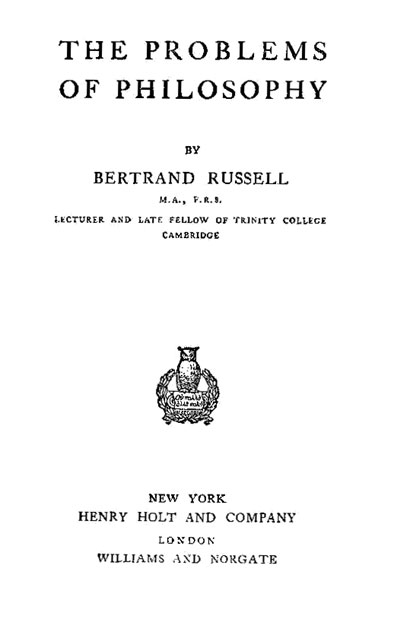
The Problems of Philosophy (1912, Problémy filosofie), titulní list

- German Social Democracy (1896, Německá sociální demokracie),
- An Essay on the Foundations of Geometry (1897, Esej o základech geometrie),
- A Critical Exposition of the Philosophy of Leibniz (1900, Kritický výklad Leibnizovy filosofie),
- The Principles of Mathematics (1903, Principy matematiky), dílo rozvíjející názory německého matematika Gottloba Fregea, že matematika je pokračováním logiky.
- On Denoting (1905, O označení), stať je mezníkem ve vývoji Russellových názorů z doby, kdy odmítl učení rakouského filosofa Alexiuse Meinonga o existenci logicky rozporných objektů a počíná navazovat na Fregeovu teorii popisů.
- Philosophical Essays (1910, Filosofické eseje),
- Principia Mathematica (1910–1913), společně s Alfredem North Whiteheadem, jedná se o třísvazkovou knihu (jednotlivé díly 1910, 1912 a 1913), ve které se Russell a Whitehead pokusili upevnit a sjednotit logické základy matematiky. Dílo dovršuje základy matematické logiky, a zároveň otevírá cestu k rozpracování logické sémantiky.
- The Problems of Philosophy (1912, Problémy filosofie),
- Our Knowledge of the External World as a Field for Scientific Method in Philosophy (1914, Naše znalost vnějšího světa jako prostor pro vědeckou metodu ve filosofii),
- Principles of Social Reconstruction (1916, Principy sociální přestavby),
- Political Ideals (1917, Politické ideje),
- Mysticism and Logic and Other Essays (1918, Mystika a logika a jiné eseje),
- Roads to Freedom: Socialism, Anarchism, and Syndicalism (1918, Cesty ke svobodě: Socialismus, anarchismus a syndikalismus),
- The Philosophy of Logical Atomism (1918, Filosofie logického atomismu),
- Introduction to Mathematical Philosophy (1919, Úvod do filosofie matematiky),
- The Practice and Theory of Bolshevism (1920, Praxe a teorie bolševizmu),
- The Analysis of Mind (1921, Analýza myšlení),
- The Problem of China (1922, Čínský problém),
- The ABC of Atoms (1923, Abeceda atomů),
- The ABC of Relativity (1925, Abeceda relativity),
- What I Believe (1925, V co věřím),
- On Education, Especially in Early Childhood (1926, O výchově, zejména v raném dětství),
- The Analys of Matter (1927, Analýza hmoty),
- An Outline of Philosophy (1927, Přehled filosofie),
- Why I Am Not a Christian (1927, Proč nejsem křesťanem),
- Sceptical Essays (1928, Skeptické eseje),
- Marriage and Morals (1929, Manželství a mravnost),
- The Conquest of Happiness (1930, Boj o štěstí), v této knize se Russell zabývá podmínkami, za nichž může člověk dosáhnout štěstí. Těmi podle něj jsou: Nadšení, které znamená žízeň po životě, jeho velkým zdrojem je láska: „Jedna z vedoucích příčin nedostatku nadšení je pocit, že jedinec není milován, zatímco z opačného úhlu pohledu pocit, že je jedinec milován podporuje nadšení víc, než cokoliv jiného".[59] Druhým zdrojem štěstí je rodina, která hraje významnou roli v jedincově pocitu bezpečí. Třetím zdrojem jsou pak neosobní zájmy, které pomáhají vyplnit volný čas a zahání nudu, poskytují navíc oddych od napětí, která vytváří rodina, práce či finance. Russellův pohled na štěstí tedy znamená, že jeho zdroje záleží jednak na externích okolnostech, jednak jsou v jedinci samotném. Šťastný člověk je ten, který pěstuje náklonnost k druhým, má široké pole zájmů, provádí věci s nadšením, a tudíž netrpí[59].
- The Scientific Outlook (1931, Vědecké vyhlídky),
- Education and the Social Order (1932, Vzdělání a společenský systém),
- Freedom and Organization: 1814–1914 (1934, Svoboda a organizace: 1814–1914),
- Religion and Science (1935, Náboženství a věda),
- Power: A New Social Analysis (1938, Vláda: nová společenská analýza),
- An Inquiry into Meaning and Truth (1940, Zkoumání o smyslu a pravdivosti), kniha vzniklá z přednášek, jež Russell konal koncem třicátých let 20. století na amerických univerzitách, jejímž cílem je prozkoumat určité problémy týkající se empirického poznání. Při svých úvahách o problematice smyslu a pravdivosti vychází z čistého empirismu a rozvíjí jej v závislosti na své koncepci logického atomismu.
- A History of Western Philosophy (1945, Dějiny západní filosofie)
- Philosophy and Politics (1947, Filosofie a politika),
- Human Knowledge: Its Scope and Limits (1948, Lidské vědění: jeho rozsah a meze),
- Authority and Individual (1949, Moc a jednotlivec),
- Unpopular Essays (1950, Nepopulární eseje),
- New Hopes for a Changing World (1951, Nové naděje pro měnící se svět),
- The Impact of Science on Society (1952, Vliv vědy na společnost),
- Satan in the Suburbs (1953, Satan na předměstí), soubor povídek,
- Portraits from Memory and Other Essays (1956, Portréty z paměti a jiné eseje),
- My Philosophical Development (1959, Můj filosofický vývoj),
- Wisdom of the West (1959, Moudrost západu),
- On the Philosophy of Science (1965, O filosofii vědy),
- War Crimes in Vietnam (1967, Válečné zločiny ve Vietnamu),
- The Autobiography of Bertrand Russell (1967–1969, Autobiografie), tři díly.

## Česká vydání
- Problémy filosofie, Čin, Praha 1927, znovu O.P.S., Praha 2005.
- Proč nejsem křesťanem, Volná myšlenka, Praha 1928,
- Theorie poznání, Josef Schützner, Praha 1928, přeložil Josef Schützner,
- Boj o štěstí, Orbis, Praha 1931, přeložil Ladislav Vymětal, Dostupné online.
- Manželství a mravnost, Aventinum, Praha 1931, přeložili Otakar Vočadlo a Ludmila Vočadlová, znovu 1947.
- O výchově zejména v raném dětství, Orbis, Praha 1932, přeložil Josef Hrůša,
- Prospělo náboženství civilisaci?, Volná myšlenka, Praha 1935, přeložil Karel Plaňanský,
- Svoboda a organisace: 1814–1914, Dělnické nakladatelství, Praha 1948, přeložil Jaroslav Kříž,
- Proč nejsem křesťanem a jiné eseje, Orbis, Praha 1961, přeložil František Kejdana, Dostupné online.
- Logika, jazyk a věda, Svoboda, Praha 1967, výbor uspořádali a přeložili Karel Berka a Ladislav Tondl, Dostupné online.
- Zkoumání o smyslu a pravdivosti, Academia, Praha 1975, přeložil Jindřich Husák, Dostupné online.
- Logika, věda, filozofie, společnost, Svoboda, Praha 1993, výbor uspořádal a přeložil Karel Berka, Dostupné online.
- Mystika a logika a jiné eseje, Academia, Praha 2015, přeložil Antonín Otáhal.